# Junro (Kata)
Junro (jap. 順路, dt. Route) ist eine Reihe von fünf Kata (stilisierten Kämpfen gegen imaginäre Gegner) in der Kampfkunst Karate. Die Kata sind relativ jung und wurden von Tetsuhiko Asai geschaffen, um beim Erlernen des Karate im von Asai propagierten Shōtōkan-Stil bestimmte Aspekte der Kampfkunst, die sonst erst in höheren Kata gelehrt werden, bereits in einem früheren Stadium zu vermitteln.

## Zielsetzung
Wie der Name Junro dieser Katareihe andeutet, sollen all diese Kata auf dem Weg zum Schwarzgurt und darüber hinaus geübt werden. Dabei sollen nicht etwa die Heian-Kata ersetzt werden, sondern sie sollen zusätzlich geübt werden und so den Übenden mit weiteren essentiellen Fertigkeiten ausstatten.
Sie zählen somit zu den Grundkata der von Asai propagierten Strömung des Shōtōkan und werden beispielsweise in der Nihon Karate Shōtō Remmei, sowie der Asai Shōtōkan Association International (ASAI) ab dem 5. Kyū sukzessive als Prüfungsbestandteil verlangt.
Ausgehend von den Junro-Kata schuf Asai fünf weitere Kata (siehe Jōkō-Kata), die auf den vermittelten Konzepten der Junro-Kata aufbauen.

## Die einzelnen Kata
Die Kata, mit Ausnahme der Junro Yondan, folgen im Wesentlichen der Embusen der Kata Heian Shodan.

### Junro Shodan
Das Hauptaugenmerk der Junro Shodan liegt auf der Veränderung der Distanz (jap. 間合い, maai) durch verschiedene Stellungswechsel, insbesondere in und aus Neko-ashi-dachi (Katzenfußstellung). Dies soll durch eine solide Steuerung, ausgehend vom Standbein (jap. 軸足, jikuashi), mittels Ziehen und Schieben (jap. 引き押し, hikioshi) geschehen. Als zentraler Fauststoß wird Gyaku-zuki geübt.

### Junro Nidan
In der Junro Nidan wird als zentrales Konzept die Beidhandtechnik ausgehend von der Hüfte gelehrt. Dabei gibt es Kombinationen aus Block und Gegenangriff, Block und Block sowie einem beidhändigen Angriff. Dabei ist besonderes Augenmerk auf korrekte Haltung, Hüftbewegung und -stellung zu legen.

### Junro Sandan
Kernelement sind verschiedene Schlagtechniken (jap. 打ち技, uchi-waza) mit Uraken (Faustrücken) und Empi (Ellenbogen). Diese werden auf verschiedenste Weise geübt, beispielsweise durch Schläge von innen, von außen, horizontal, vertikal, in großen und in kleinen Bewegungen.

### Junro Yondan
Die Junro Yondan sticht etwas aus der gesamten Reihe heraus. Dies vor allem wegen ihrer vielen Drehungen (jap. 回転, kaiten), die ein hohes Maß an Kontrolle bei den Hüftbewegungen erfordern, exemplarisch bei einer 360°-Drehung mit anschließendem Tsuki (Fauststoß). Diese Kata vermittelt das Halten der Balance unter Beibehaltung einer korrekten, aufrechten Körperhaltung. Das Embusen weicht von den eher geradlinigen Bewegungen der anderen Kata ab; im zweiten Teil der Kata bewegt sich der Übende auf einer Zickzacklinie.

### Junro Godan
Der Schwerpunkt der Junro Godan liegt auf der Fußarbeit (jap. 運足, unsoku), dies geschieht durch verschiedene Arten der Bewegung, Yori-ashi, Okuri-ashi und Andere.